# À quoi rêvent les jeunes filles
Pour le documentaire, voir À quoi rêvent les jeunes filles ? (documentaire).
À quoi rêvent les jeunes filles est une comédie en deux actes et en vers d'Alfred de Musset publiée en 1832 dans la Revue des  deux mondes. Elle est mal reçue par les critiques à sa sortie : dans La France littéraire, Alfred Des Essarts écrit qu'il s'agit d'une « farce au gros sel, sans esprit d'observation ».

## Personnages
- Le duc Laërte
- Le Comte Irus, son neveu
- Ninon, jumelle de Ninette, fille de Laërte
- Ninette, jumelle de Ninon, fille de Laërte
- Silvio
- Flora, servante
- Quinola, domestique
- Spadille, domestique

## Résumé

### Acte I

#### Scène1
Un soir, alors qu'elle va se coucher, Ninette est embrassée de force par un homme vêtu d'une cape. De son côté, Ninon, sa sœur jumelle, entend une ballade d'amour qui lui est chantée.

#### Scène 2
Laërte vient chercher Irus qui ne sait pas comment s'habiller pour accueillir Silvio, leur invité. Celui-ci est venu pour épouser l'une des deux filles de Laërte.

#### Scène 3
Ninon et Ninette rêvent à leur amant inconnu tandis que Silvio ne sait laquelle choisir.

#### Scène 4
Flora, la servante, donne un billet à Ninon puis un autre billet à Ninette. Elles partent. Laërte donne des conseils d'amour à Silvio : il doit séduire vite une des filles avant qu'elles ne se soient habituées à lui. Il lui confie qu'il a écrit deux billets à ses filles, donnant le même rendez-vous à la même heure. Silvio devra y aller. Ninon et Ninette devraient pousser des cris en voyant arriver "le double séducteur". Laërte arriverait alors et Silvio se battrait avec lui, ce qui séduirait les filles.

### Acte II

#### Scène 1
La nuit, Laërte parle avec Silvio en attendant que ce soit l'heure du rendez- vous. Laërte lui dit aussi qu'il a chanté une ballade à Ninon. On comprend que c'est lui aussi qui a embrassé Ninette.

#### Scène 2
Ninon et Ninette attendent toute deux le rendez-vous en essayant de faire partir l'autre. Elles se montrent leurs billets respectifs et comprennent que le même homme leur a donné le même rendez-vous. Elles pensent que c'est l'inconnu de la veille. Elles veulent donc lui dire son fait et l'attendre. Entre par la fenêtre Silvio avec sa cape. Immédiatement après, Laërte et Irus entrent armés. Ils font semblant de se battre et Irus semblant de mourir. Les deux filles s'enfuient. Flora cache alors Irus dans une armoire et Ninette cache Silvio dans sa chambre.

#### Scène 3
Irus et Silvio sortent de leur cachettes respectives, et, se croisant, ils se querellent. Ils se cachent de nouveau en entendant que Laërte arrive. Ninon et Ninette lui avouent successivement qu'elles ne veulent plus épouser Silvio, mais plutôt Irus. Laërte leur dit qu'Irus choisira ce soir qui il voudra et que l'autre devra épouser Silvio.

#### Scène 4
Silvio et Irus sortent de leurs cachettes. Silvio tente de savoir laquelle Irus choisira. Il lui dit qu'il veut le combattre en duel si Irus prend Ninette.

#### Scène 5
Irus revient d'un duel où il a été touché et les deux filles rentrent en disant qu'elles veulent entrer dans un couvent. Tout cela sous les yeux surpris de Laërte.

#### Scène 6
Silvio tente de séduire Ninon, mais elle le dédaigne.

#### Scène 7
Alors que Ninon et Ninette veulent se faire bergères, Laërte marie la première à Silvio et la seconde à Irus.

## Adaptations françaises
- 1944 : mise en scène André Barsacq, Théâtre de l'Atelier[4]
- 1950 : mise en scène Charles Granval, Comédie française[5]
- 1979 : mise en scène Jean Meyer, Théâtre des Celestins[6],[7]
- 1986 : mise en scène Jean-Louis Bihoreau, Hôtel des monnaies[8]
- 2000 : mise en scène Franck Taponard, La Vinaigrerie[9]